# Nicola Abbagnano
Nicola Abbagnano (n. 15 iulie 1901 - d. 9 septembrie 1990) a fost un filozof existențialist italian, profesor universitar la Torino. A considerat că, din multiplele posibilități ce i se înfățișează, individul o poate alege pe aceea care să-i servească drept temelie pentru o existență pozitivă.

## Lucrări
- Structura existenței
- Existențialismul pozitiv

1. 1 2 3  Autoritatea BnF, accesat în 10 octombrie 2015
2. 1 2  Nicola Abbagnano, Opća i nacionalna enciklopedija
3. ↑  www.accademiadellescienze.it, accesat în 1 decembrie 2020
4. ↑  Nicola Abbagnano, Internet Philosophy Ontology project, accesat în 9 octombrie 2017
5. 1 2  Nicola Abbagnano, Brockhaus Enzyklopädie
6. 1 2  www.accademiadellescienze.it, accesat în 1 decembrie 2020
7. ↑  BeWeB, accesat în 14 februarie 2021
8. ↑  Nicola Abbagnano, Gran Enciclopèdia Catalana
9. ↑   https://www.museotorino.it/view/s/a1634040a5294a5fb54a3f6732408f98, accesat în 11 noiembrie 2021 Lipsește sau este vid: |title= (ajutor)